# Yann Motta Pinto
Yann Motta Pinto, oder einfach Yann Motta (* 24. November 1999 in São Gonçalo), ist ein brasilianischer Fußballspieler.

## Karriere
Yann Motta Pinto erlernte das Fußballspielen in den Jugendmannschaften der brasilianischen Vereine EC Tigres do Brasil, São Gonçalo EC und Sampaio Corrêa Futebol e Esporte. Bis 2019 stand er bei Sampaio Corrêa Futebol e Esporte in Saquarema unter Vertrag. Im Januar wechselte er zu SE Matonense nach Matão. Tanjong Pagar United, ein Verein aus Singapur, nahm ihn am 1. Februar 2020 unter Vertrag. Der Verein spielt in der höchsten Liga des Landes, der Singapore Premier League. Für Tanjong absolvierte er 14 Erstligaspiele. Am 1. März 2021 zog es ihn nach Indonesien. Hier unterschrieb er einen Vertrag bei Persija Jakarta. Mit dem Klub aus Jakarta spielte er in der ersten indonesischen Liga. Hier absolvierte er 14 Erstligaspiele. Im Dezember 2021 wurde sein Vertrag nicht verlängert.
Seit dem 23. Dezember 2021 ist er vertrags- und vereinslos.